# Пам'ятник Григорію Сковороді (Лохвиця)
Пам'ятник Григорію Сковороді в Лохвиці — пам'ятник українському мандрівному філософу та поетові Григорію Савичу Сковороді в місті Лохвиці Полтавської області.

## Загальна інформація
Встановлений в парку біля будівлі Лохвицького медичного училища за адресою: вулиця Шевченка, № 27, Лохвиця (Полтавська область), Україна. Вперше відкритий 1922 року. Автор пам'ятника — український скульптор Іван Кавалерідзе.

## Опис
Пам'ятник Григорію Сковороді являє собою скульптуру філософа на повний зріст, встановлену на гранітному постаменті.
Загальна висота пам'ятника — 4,17 метрів.
Григорій Сковорода зображений з саквами і ціпком, під час тимчасового перепочинку на його шляху.

## Історія
Урочисте відкриття одного з яскравих творів відомого українського скульптора І. П. Кавалерідзе — пам'ятника Григорію Сковороді в Лохвиці відбулося 22 грудня 1922 року. Приурочено воно було до 200-ліття від дня народження мислителя, уродженця цієї частини Полтавщини. Кавалерідзе працював з цементом — йому вдалося створити повну ілюзію каменю. На той час постамент добре ув'язувався з оточуючими спорудами — музеєм, бібліотекою та міським театром.
Під час ІІ Світової війни будинки театру та бібліотеки згоріли, а сам пам'ятник було значною мірою пошкоджено.
До 250-ліття від дня народження Григорія Сковороди (1972) пам'ятник в Лохвиці, тепер уже в бронзі, було відновлено й урочисто відкрито 29 листопада. Автора в Лохвиці не було, адже са́ме в цей час він працював над київським пам'ятником Григорію Сковороді на Контрактовій площі.

## Галерея

Пам'ятник Григорію Сковороді (ракурс)
Скульптура Григорія Сковороди
Скульптура Григорія Сковороди (ракурс)
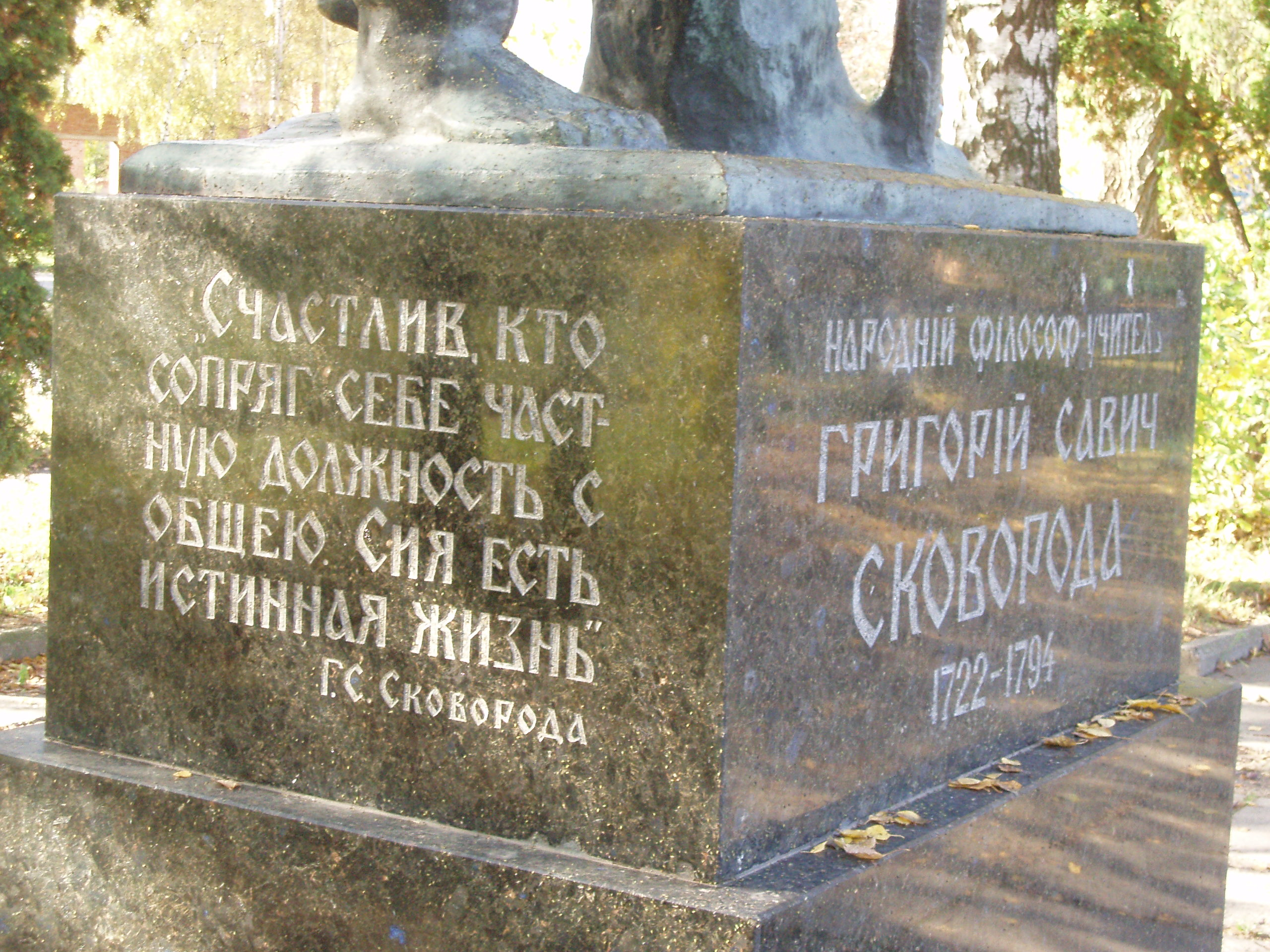
Постамент пам'ятника